# I Know?
I Know? è un singolo del rapper statunitense Travis Scott, pubblicato il 26 settembre 2023 come quarto estratto dal suo quarto album in studio Utopia.

## Descrizione
Il brano è stato scritto da Scott stesso con Oz, Coleman, Buddy Ross, Kobe Hood, & Terrance George, e prodotta da Scott, Oz, Coleman e Buddy Ross. La base è composta da un instumental di pianoforte.

## Video musicale
Il video musicale, diretto da Travis Scott stesso insieme a Dave Meyers, è stato reso disponibile sul canale YouTube del rapper il 23 gennaio 2024. Il video vede la partecipazione di Emily Ratajkowski e Anok Yai.

## Tracce
Testi di Jacques Webster II, Ozan Yildirim, Scotty Coleman, Josiah Sherman, Kobe Hood e Terrance George, musiche di Travis Scott, Oz, Coleman e Buddy Ross.
1. I Know? – 3:31

## Classifiche

### Classifiche settimanali
| Classifica (2023) | Posizione massima |
| ----------------- | ----------------- |
| Australia         | 20                |
| Austria           | 43                |
| Canada            | 11                |
| Danimarca         | 38                |
| Francia           | 34                |
| Germania          | 71                |
| Grecia            | 11                |
| Islanda           | 12                |
| Irlanda           | 83                |
| Italia            | 52                |
| Lettonia          | 12                |
| Lituania          | 30                |
| Lussemburgo       | 11                |
| Norvegia          | 35                |
| Nuova Zelanda     | 10                |
| Polonia           | 31                |
| Portogallo        | 27                |
| Regno Unito       | 62                |
| Stati Uniti       | 11                |
| Sudafrica         | 10                |
| Svezia            | 98                |
| Svizzera          | 20                |
| Ungheria          | 27                |

### Classifiche di fine anno
| Classifica (2023) | Posizione |
| ----------------- | --------- |
| Canada            | 86        |
| Classifica (2024) | Posizione |
| Canada            | 80        |
| Portogallo        | 190       |

## Date di pubblicazione
| Paese                 | Data              | Formato                | Nota   |
| --------------------- | ----------------- | ---------------------- | ------ |
| Stati Uniti d'America | 26 settembre 2023 | Contemporary hit radio | [ 12 ] |
| Italia                | 10 novembre 2023  | Contemporary hit radio | [ 40 ] |